# Acoyotipa
Acoyotipa är en ort i Mexiko.   Den ligger i kommunen Huejutla de Reyes och delstaten Hidalgo, i den sydöstra delen av landet, 190 km norr om huvudstaden Mexico City. Acoyotipa ligger 717 meter över havet och antalet invånare är 133.
Terrängen runt Acoyotipa är kuperad norrut, men söderut är den bergig. Runt Acoyotipa är det ganska tätbefolkat, med 248 invånare per kvadratkilometer. Närmaste större samhälle är Huejutla de Reyes, 15,4 km nordost om Acoyotipa. I omgivningarna runt Acoyotipa växer i huvudsak städsegrön lövskog.